# Kyongnam Shinmun
Kyongnam Shinmun là một trong hai tờ báo nhật trình Hàn Quốc của tỉnh Gyeongsangnam-do. Trụ sở chính nằm ở Changwon. Giống như hầu hết các tờ báo quốc gia, nó được phát hành hoàn toàn bằng tiếng Hàn và không phát hành ngày chủ nhật. Nó là đối thủ của Gyeongnam Ilbo.
Công ty được thành lập vào tháng 3 năm 1946 ở Masan. Năm 2002, bổ nhiệm vị trí CEO cho Kim Jo-il.

## Liên kết
- Trang chủ